# Matekovits György
Matekovits György (Arad, 1943. május 31. –) erdélyi magyar fogszakorvos és szájsebész, orvosi szakíró, esszéíró. Matekovits Mihály bátyja.

## Életútja
Szülővárosában érettségizett (1961), a temesvári Orvosi Egyetem fogorvosi szakának elvégzése (1968) után pályáját ugyanott az arc- és szájsebészeti klinikán kezdte, 1970 óta a 2. számú kórház fogorvosi rendelőjében szakorvos. Szájsebészeti szakorvosi vizsgát Bukarestben tett (1980). Az Association Stomatologique Internationale s az Európai Arc- és Állcsontsebészeti Egyesület tagja. Nemzetközi szakértekezletek előadója 1974-ben Zürichben, Miskolcon és Párizsban, 1975-ben Budapesten, Bukarestben és Brüsszelben. Szakdolgozatait a Stomatologia, Timişoara Medicală, Schweizerische Monatschrift und Zahnheilkunde, Revue de Stomatologie (Párizs), Acta Stomatologica Belgica, Annales l'Histochimie, Oral Surgery közölte. Egészségnevelői esszékkel szerepel A Hét, TETT, Előre, Vörös Lobogó (Arad), Ifjúmunkás, Munkásélet s a temesvári Szabad Szó "Fehér szolgálatban" című rovata keretében.
A temesvári szabadegyetem Kisenciklopédia nevű körének vezetője 1980 óta, s az ennek keretében megjelenő Kilátó című kiadvány két kötetének szerkesztője (1982–83). 1991-től a Temes megyei EMKE elnöke. A magyar lapokban és folyóiratokban novellákkal, humoreszkekkel, tárcákkal, könyvszemlékkel, kulturális jegyzetekkel jelentkezik. Arcok a katedráról című sorozata a Bega-parti város magyar szellemi alkotóit mutatja be (1989).

## Kötetei
- Fogas kérdések (Temesvár, 1977)
- Dens sanus in corpore sano (Temesvár, 1980)
- Cavitatea bucală – oglinda sănătăţii (1981)
- Fog- és szájbetegségek megelőzése; Bocskay István–Matekovits György; Erdélyi Múzeum-Egyesület, Kolozsvár, 1999
- Magyar - román - angol fogorvosi szakszótár; többekkel; Scientia, Kolozsvár, 2003 (Sapientia könyvek, 16.)
- Fogászati személynévlexikon; Dental Press Hungary, Bp., 2007